# Emeopedus pulchellus
Emeopedus pulchellus là một loài bọ cánh cứng trong họ Cerambycidae.